# Triticosecale blaringhemii
Triticosecale blaringhemii är en gräsart som beskrevs av Aimée Antoinette Camus. Triticosecale blaringhemii ingår i släktet Triticosecale och familjen gräs. Inga underarter finns listade i Catalogue of Life.